# トニータナカ
トニータナカ（トニー・タナカ、1948年7月25日 - ）は、株式会社トニーズコレクション代表。女優の田中千絵は娘。

## 人物
東京都世田谷区経堂出身。高校時代に当時夜間制の国際文化理容美容専門学校 国分寺校に行きながら、塚田茂の家に通い、エンターテインメントの世界に憧れる。美容学校卒業と同時に（美容師養成施設を卒業して美容院でインターンを行い国家試験に合格していなければ美容師免許を取得していない）、植村秀に弟子入りし、1969年（21歳）日英米合作映画『マスターマインド』のメイクアップに参加。ハリウッドでビューティメイクとスペシャルメイクを経験し、ウエストモア・ファミリーに師事した。
1990年代初頭、『素敵な気分De!』『OH!エルくらぶ』など、日本のテレビ番組や雑誌に出演。また、「眉テンプレート」を開発した。ウッチャンナンチャンのやるならやらねば!の「トニーナンバラの出張メイク」に出演し、トニーナンバラと共演した。その際、娘から「パパオカマ？」と聞かれた事を告白した。